# Besa Imami
Besa Imami (Gjakova, 8 settembre 1928 – Tirana, 20 settembre 2014) è stata un'attrice albanese.

## Carriera
Nel 1954 partecipa al film Skanderbeg di Sergej Jutkevič nel ruolo di Donika. Nel 1973 recita in Brazdat, nel 1975 è Nënae in Në fillim të verës, la ritroviamo in Belada e Kurbinit nel 1990, e nel 2002 veste i panni di Gjelina in Women Without Wings. In Eduart, film del 2006, interpreta una donna mussulmana.

## Filmografia
- Scanderberg l'eroe albanese (Velikiy voin Albanii Skanderbeg), regia di Sergej Iosifovič Jutkevič (1954)
- Bradzat, regia di Kristaq Dhamo (1973)
- Në fillim të verës, regia di Gëzim Erebara (1975)
- Radiostacioni, regia di Rikard Ljarja (1979)
- Balada e Kurbinit, regia di Kujtim Çashku (1990)
- Women Without Wings, regia di Nicholas Kinsey (2002)
- Eduart, regia di Angeliki Antoniou (2006)